# Eucrostes simonyi
Eucrostes simonyi là một loài bướm đêm trong họ Geometridae.